# Альдеонте
Альдеонте (ісп. Aldeonte) — муніципалітет в Іспанії, у складі автономної спільноти Кастилія-і-Леон, у провінції Сеговія. Населення — 73 особи (2010).
Муніципалітет розташований на відстані близько 100 км на північ від Мадрида, 60 км на північний схід від Сеговії.
На території муніципалітету розташовані такі населені пункти: (дані про населення за 2010 рік)
- Альдеонте: 27 осіб
- Ель-Ольмільйо: 46 осіб

## Демографія
Динаміка населення (INE ):